# Acatzácatl
Acatzácatl es una ciudad en México. Se ubica en el municipio de Zozocolco de Hidalgo y el estado de Veracruz-Llave, en el sureste del país, a 180 km al este de la Ciudad de México, la capital del país. Se encuentra a 528 metros sobre el nivel del mar y cuenta con 702 habitantes. 
El terreno alrededor de Acatzácatl es montañoso.[cita requerida] El punto más alto de la zona es el Cerro Tzutik, con 1154 metros sobre el nivel del mar, a 7,8 km al oeste de Acatzácatl. Hay alrededor de 207 personas por kilómetro cuadrado alrededor de Acatzácatl relativamente escasamente poblada. El pueblo más grande más cercano es Olintla, 10,4 km al oeste de Acatzácatl. El área alrededor de Acatzácatl es casi boscosa. 
El clima costero. La temperatura promedio es de 20 °C. El mes más cálido es mayo, con 24 °C, y el más frío enero, con 16 °C. La precipitación media es de 2187 milímetros al año. El mes más húmedo es septiembre, con 403 milímetros de lluvia, y diciembre, el menos húmedo, con 50 milímetros.
- Datos: Q20220392

1. ↑  Catálogo de Claves de Entidades Federativas y Municipios.
2. ↑  Catálogo de claves de localidades (formato XLS comprimido).